# Южномичиганско-северноиндиански ледникови равнини
Южномичиганско-северноиндианските ледникови равнини (на английски: Southern Michigan/Northern Indiana Drift Plains) е физикогеографска област в северната част на Съединените американски щати, част от Равнините на смесените гори в Източните умерени гори.
Областта представлява равнина с множество езера и блата и сложни местни форми, образувани при оттеглянето на ледниците след последната ледникова епоха. Разположена е в щатите Мичиган и Индиана с крайния северозападен ъгъл на Охайо. Има влажен континентален климат, а естествената растителност е главно от дъбово-хикориеви и букови гори.